# Alpastjärnen
Alpastjärnen är en sjö i Bodens kommun i Norrbotten och ingår i Luleälvens huvudavrinningsområde. Sjöns area är 0,038 kvadratkilometer och den är belägen 224,7 meter över havet.